# Strobilanthes graminea
Strobilanthes graminea är en akantusväxtart som beskrevs av Imlay. Strobilanthes graminea ingår i släktet Strobilanthes och familjen akantusväxter. Inga underarter finns listade i Catalogue of Life.